# Castelnau-de-Montmiral
 Castelnau-de-Montmiral  (en occitano: Castèlnòu de Montmiralh) es una población y comuna francesa, ubicada en la región de Occitania, departamento de Tarn, en el distrito de Albi y cantón de Castelnau-de-Montmiral. Está clasificada en la categoría de les plus beaux villages de France.

## Demografía
| 1238 | 1215 | 1037 | 958 | 910 | 895 | 940 | 952 | 1 029 | 1 027 | 1 046 |
| Para los censos de 1962 a 1999 la población legal corresponde a la población sin duplicidades (Fuente: INSEE [Consultar]) |      |      |     |     |     |     |     |       |       |       |